# Armiño negro
Armiño negro es una película en blanco y negro de Argentina dirigida por Carlos Hugo Christensen según el guion de Pedro Juan Vignale sobre la obra de Rafael Maluenda que se estrenó el 27 de agosto de 1953 y que tuvo como protagonistas a Laura Hidalgo, Roberto Escalada, Néstor Zavarce y Nicolás Fregues.

## Sinopsis
En la capital peruana de Lima, una mujer atractiva mantiene un estilo de vida lujoso al tomar una serie de amantes adinerados. Cuando su hijo regresa de la escuela, lo lleva de vacaciones a Cuzco para visitar el sitio de Machu Picchu . Mientras que allí conoce y se enamora de un pintor argentino , a quien su hijo admira enormemente. Al regresar a Lima, se aleja de sus antiguos amantes, incluido un torero que está enamorado de ella. Pero, muy endeudada, decide pasar una última noche con uno de sus pretendientes para pagar sus cuentas, pero con trágicas consecuencias para su relación con su hijo.

## Reparto
Colaboraron en el filme los siguientes intérpretes:
- Laura Hidalgo
- Roberto Escalada
- Néstor Zavarce
- Nicolás Fregues
- Bernardo Perrone
- Ricardo Galache
- Enrique Abeledo …Marcial
- Gloria Ferrandiz
- Federico Mansilla
- Aurelia Ferrer
- Pascual Nacaratti
- Juan Villarreal …Extra

## Comentarios
King en El Mundo lo consideró un “dramático relato de firme trazado” en tanto el crítico Carlos A. Burone dijo:”Todas las cosas que le pasaron a María Félix en el cine de su patria…se repiten en este film.” Por su parte Manrupe y Portela escriben:

”Christensen en un vehículo para Hidalgo, como una femme fatale frente al verdadero amor y los dramas familiares. La interesante fotografía en Machu Pichu, Cuzco y Lima no salva el melodrama.”